# 默照禪
默照禪，日本称只管打坐（日语：しかんたざ，义爲“蹲踞、打坐”，义爲“立、持、坚持”），禪宗術語，是一種禪定修行方法，以禪坐方式進行。始於宏智正覺禪師，是曹洞宗的代表性修行法門，與臨濟宗的看話禪並稱。

## 概論
默照禪的來源很早，源自般若學與止觀。東晉慧遠曾以照寂二字來統括禪修方法。僧肇作《般若無知論》，闡明般若以照寂為體。
至南宋時，曹洞宗宏智正覺作《默照銘》與《坐禪箴》來介紹這種禪修方法。默是指是不受自己內心以及環境的影響，讓心保持安定的狀態，而照，則是指清楚的覺知自己內心與周遭一切的變化。
道元禪師以「只管打坐」來概括這種修行方式，据他说是天童如净发明此用语。“只管打坐”是日本曹洞宗的特点之一。

## 批評
大慧宗杲曾批評默照禪造成學者終日只知靜坐，是在「斷佛慧命」、「墮在黑山下鬼窟裡」，有默無照，是邪禪。但是大慧宗杲與默照禪的主要倡導者宏智正覺禪師卻是好友。